# Cladomniopsis
Cladomniopsis là một chi rêu trong họ Ptychomniaceae.